# Breaker boy

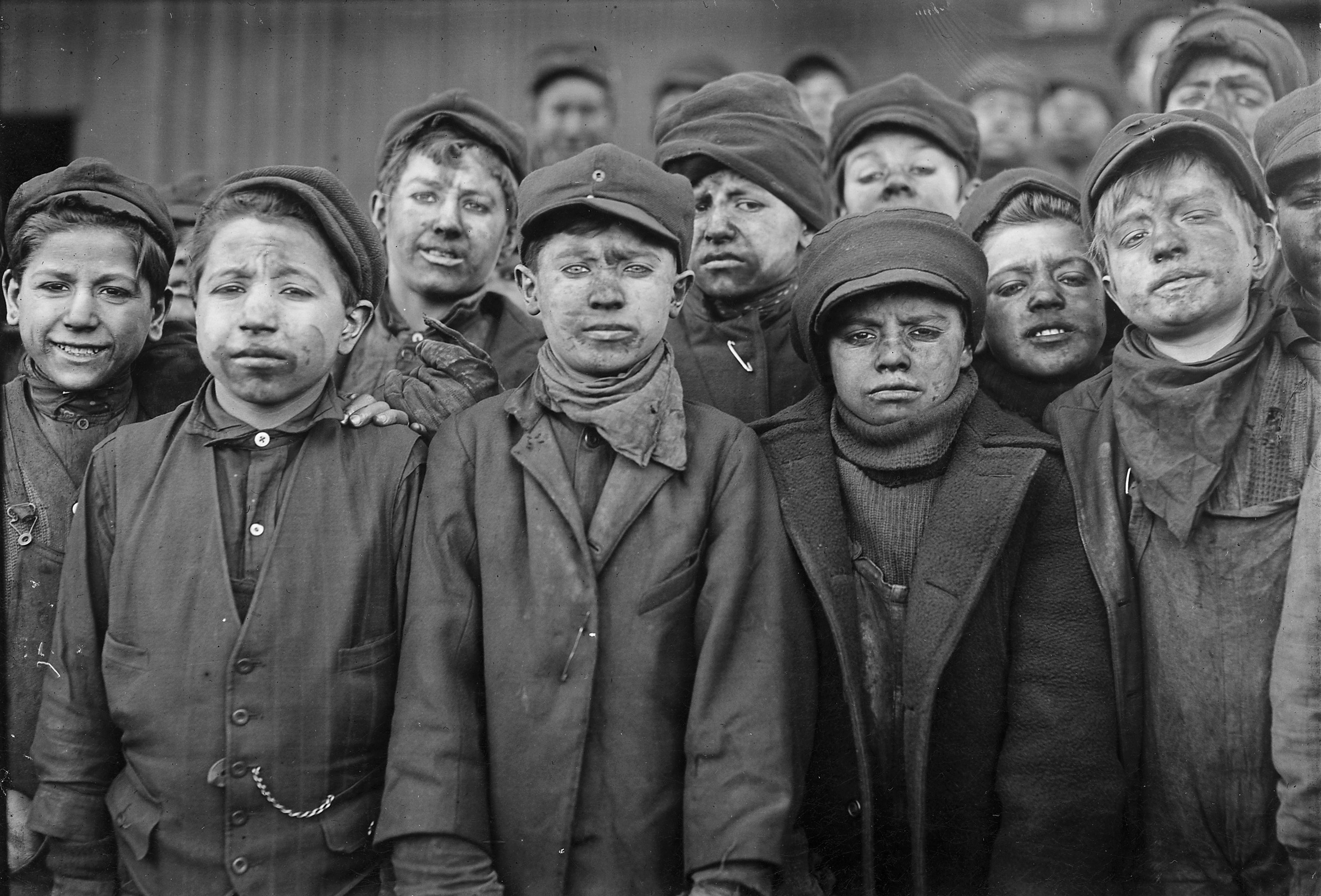
Breaker boys (foto genomen door Lewis Hine, 1911)

Met breaker boys ('brekerjongens') worden de arbeiders aangeduid die werkzaam waren aan de lopende band in een coal breaker ('kolenbreker') in de Verenigde Staten of Groot-Brittannië. De taak van een breaker boy bestond in het handmatig scheiden van onzuiverheden uit de steenkolen. Breaker boys waren voornamelijk kinderen, maar soms werden oudere mijnwerkers als breaker boy aangesteld omdat ze door hun leeftijd, ziekte of als gevolg van een ongeluk niet langer in de mijnen konden werken. Vandaar het spreekwoord onder mijnwerkers in Pennsylvania: "Once an adult, twice a boy."
Het gebruik van breaker boys begon omstreeks de jaren 60 van de negentiende eeuw. In de jaren 80 laaide er steeds meer kritiek op het gebruik van breaker boys, maar pas rond de jaren 20 van de twintigste eeuw verdween deze vorm van kinderarbeid.

## Werkzaamheden

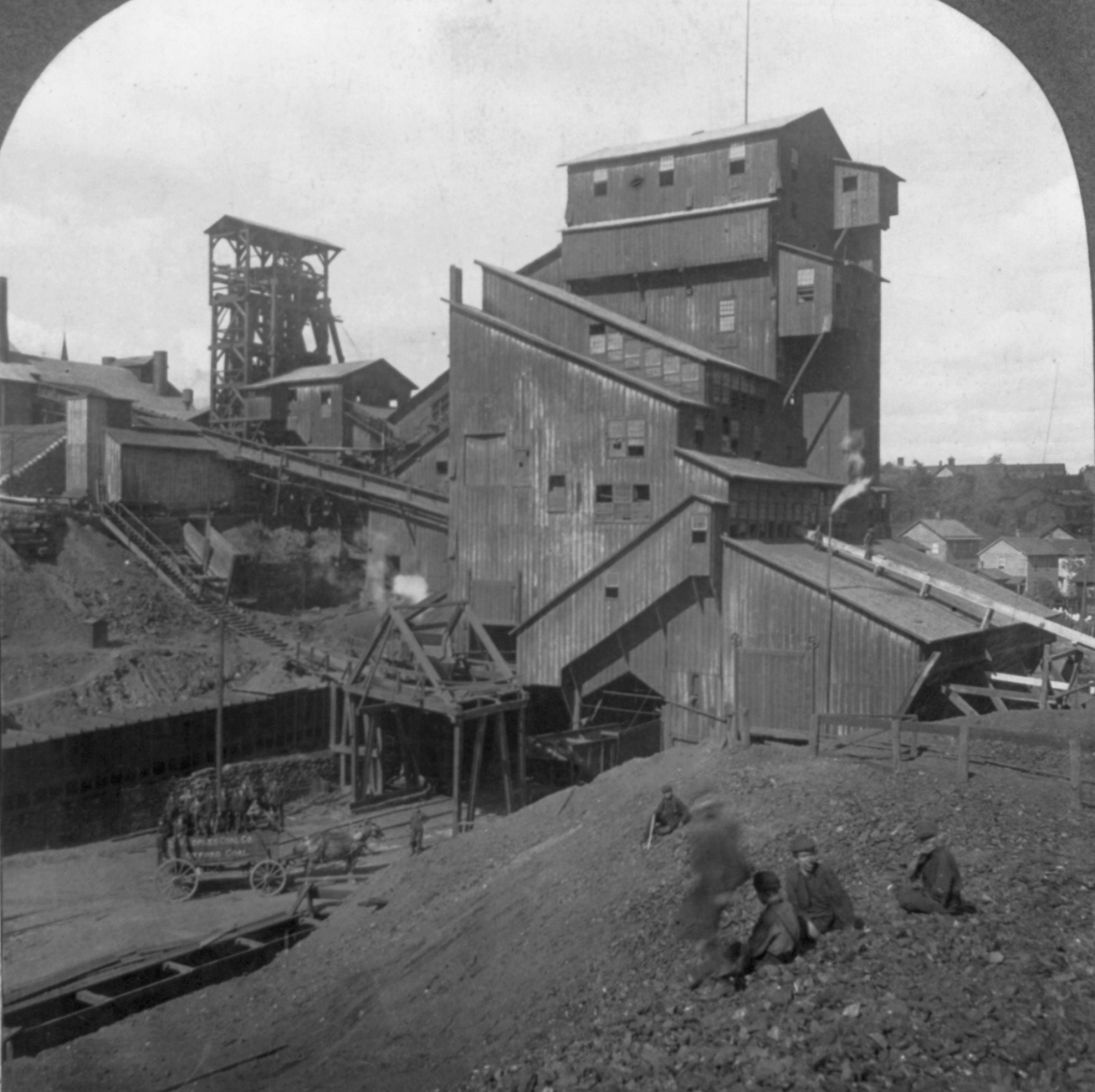
Een coal breaker bij de antracietmijn nabij Scranton, Pennsylvania

Coal breakers werden voornamelijk gebruikt in Pennsylvania, in het oosten van de Verenigde Staten. Ze stonden in de buurt van de ingang van een steenkoolmijn en werden gebruikt om ruwe steenkool in stukken te breken en deze op grootte te sorteren. De ruwe steenkool was vaak vermengd met onzuiverheden als steen, leisteen, zwavel, klei, modder en metalen. Het verwijderen van deze onzuiverheden was een volgende functie van de coal breaker.
Tot het begin van de twintigste eeuw waren de werkzaamheden van de breaker boys, meestal jongens van 8 tot 12 jaar, erg intensief. De onzuiverheden in de kolen werden handmatig verwijderd. Tien uur per dag en zes dagen in de week zaten de breaker boys voorovergebogen op hun houten zitplaatsen om leisteen en andere onzuiverheden uit de kolen op de lopende band te verwijderen.

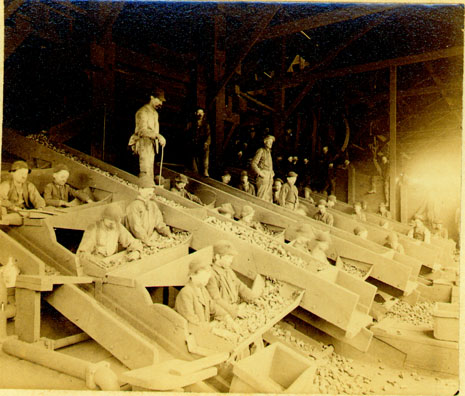
Opzichters en breaker boys aan de lopende band in een coal breaker in Oost-Pennsylvania

### Gevaren
Het werk van de breaker boy was zeer gevaarlijk en kende vele risico's. Ze mochten geen handschoenen dragen om nauwkeuriger te kunnen werken. De leisteen die ze moesten verwijderen was vaak erg scherp, wat resulteerde in veel voorkomende snijwonden aan handen en vingers. Sommige breaker boys verloren zelfs een of meer vingers doordat ze werden geamputeerd door de snel bewegende lopende band. Anderen raakten ledematen kwijt omdat ze vast kwamen te zitten onder de lopende band of andere bewegende delen. De opzichters lieten vaak de lichamen van breaker boys die op deze manier omkwamen pas aan het einde van de werkdag verwijderen, zodat het werk zonder onderbreking kon doorgaan, zelfs na dodelijke ongevallen.
De droge kolen veroorzaakten zo veel stof dat sommige breaker boys hoofdlampen droegen voor een beter zicht. De stofwolken veroorzaakten bij veel arbeiders longproblemen, zoals astma en mijnwerkers-pneumoconiose. Soms werden de kolen met water gewassen om onzuiverheden te verwijderen. Het contact met water en kolen veroorzaakten een chemische reactie die de vorming van zwavelzuur tot gevolg had. Veel breaker boys liepen als gevolg van de vrijgekomen zwavelzuur brandwonden aan hun handen op.

## Geschiedenis

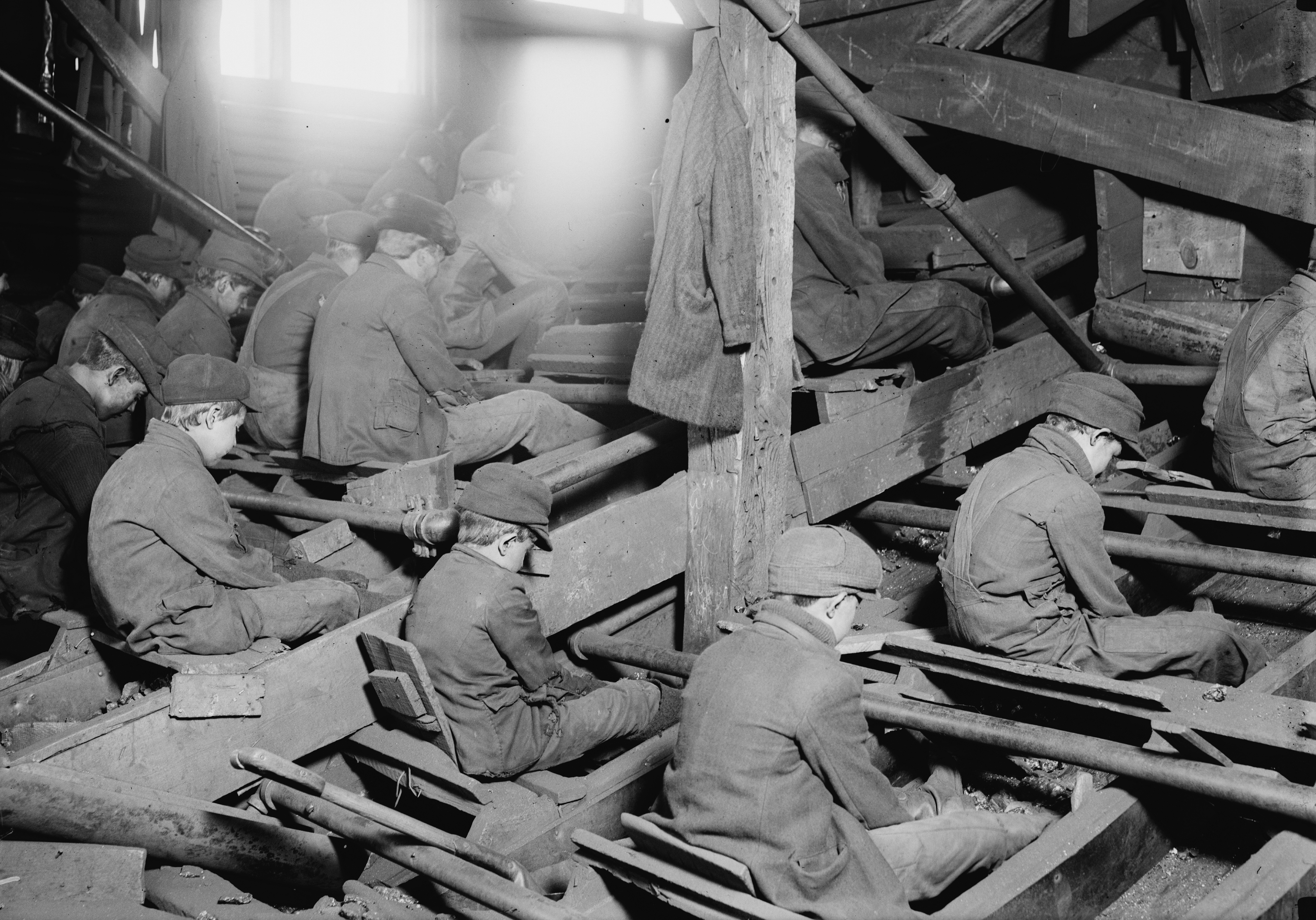
Breaker boys sorteren kolen in een coal breaker voor antraciet vlak bij South Pittston, Pennsylvania (1911).

Door de toenemende productie van staal en glas kwam er een grotere vraag naar zuivere steenkolen. Het gebruik van breaker boys in de coal breakers begon rond het jaar 1866. De verontwaardiging van veel Amerikaanse burgers over de slechte werkomstandigheden in deze coal breakers leidde in 1885 tot een nieuwe wet waarin de staat Pennsylvania bepaalde dat er geen arbeiders jonger dan twaalf jaar mochten werken in een coal breaker. Deze wet had echter weinig resultaat. De werkgevers verlangden documentatie die de leeftijd aantoonden, maar veel gezinnen vervalsten geboorteaktes of andere documenten die een oudere leeftijd aantoonden. Op deze manier bleven ze toch verzekerd van het kleine salaris dat de jeugdige gezinsleden binnen brachten.

### De laatste jaren
Het precieze aantal breaker boys dat werkzaam was in de kolenmijnen van Pennsylvania is onduidelijk, volgens historici zijn de aantallen genoemd in de officiële statistieken veel te laag. Volgens schattingen werkten er in de staat 20.000 breaker boys in het jaar 1880, 18.000 in 1900, 13.133 in 1902 en 24.000 in 1907. Door technologische ontwikkelingen rond het einde van de 19e eeuw werd het voortaan mogelijk om onzuiverheden machinaal te verwijderen, zodat de vraag naar breaker boys afnam, alhoewel het nog een tijd duurde voordat deze innovaties in alle coal breakers werden toegepast.
Verdere technologische innovaties, strengere wetten op kinderarbeid en de invoer van de leerplicht zorgden in de jaren '10 van de twintigste eeuw voor een verdere daling in het aantal werkzame breaker boys. Dankzij de inspanningen van onder andere het National Child Labor Committee ('Nationaal Kinderarbeidcomité'), de National Consumers League ('Nationale Consumentenbond') en de socioloog Lewis Hine kregen de wetten op de kinderarbeid een grote bijval bij het Amerikaanse publiek. In 1920 was het gebruik van de breaker boys derhalve vrijwel geheel gestopt.